# Дело «Ив Роше»
Де́ло «Ив Роше́» — уголовное дело против российского оппозиционного политика и антикоррупционного активиста Алексея Навального и его брата Олега, начатое в 2012 году.
В начале декабря 2012 года генеральный директор российского филиала Yves Rocher ООО «Ив Роше Восток» Бруно Лепру подал заявление в Следственный комитет Российской Федерации о привлечении к ответственности лиц, связанных с Обществом с ограниченной ответственностью «Главное подписное агентство» (ООО «Главподписка»). В ходе рассмотрения заявления на допрос были вызваны представители компании «Ив Роше Восток». В дальнейшем их публичная позиция сводилась к тому, что они отказываются выступать потерпевшими и отказываются подавать в суд на братьев Навальных. В компании «Ив Роше» подчёркивали, что никогда не подавали исков к братьям Навальным и не жаловались на них в правоохранительные органы.
Тем не менее, несмотря на декларируемый отказ «Ив Роше» от претензий, уголовное дело не было закрыто, и 30 декабря 2014 года Замоскворецкий суд Москвы признал братьев Навальных виновными в мошенничестве и приговорил Алексея Навального к 3,5 годам условно, а Олега Навального — к 3,5 годам колонии общего режима. В день вынесения приговора в разных городах России и за рубежом прошли митинги в поддержку Навального, звучали призывы к бойкоту компании «Yves Rocher».
Братья Навальные обжаловали приговор в Европейском суде по правам человека (ЕСПЧ), который 17 октября 2017 года постановил, что дело было рассмотрено с нарушением права на справедливый суд и признал приговор произвольным и необоснованным. В июле 2018 года Алексей Навальный в качестве компенсации за дело «Ив Роше» получил от Правительства России более 4 млн рублей. В своём последующем решении от 9 апреля 2019 года ЕСПЧ признал домашний арест Алексея Навального политически мотивированным и обязал российские власти выплатить Алексею Навальному 20 тыс. евро в качестве компенсации морального вреда и 2,6 тыс. евро в качестве компенсации судебных издержек.
Западные и оппозиционные российские СМИ назвали дело «Ив Роше» политически мотивированным, частью клеветнической кампании российских властей против Алексея Навального из-за его борьбы с коррупцией. Сами Yves Rocher дважды отказывались от своих претензий.
17 января 2021 года, после прохождения курса лечения в Германии от последствий отравления боевым отравляющим веществом «Новичок», Навальный возвратился в Москву, где при прохождении паспортного контроля был арестован «за многократные нарушения испытательного срока» по делу «Ив Роше». 2 февраля 2021 года Симоновский суд Москвы заменил ему условный срок на реальный. Он должен был провести в тюрьме 2 года, 6 месяцев и 2 недели. С марта 2021 года он отбывал срок в Покровской колонии во Владимирской области.
ЕСПЧ, международные правозащитные организации Amnesty International и «Мемориал», ряд лидеров западных стран, а также ряд российских[каких?] и ведущие западные СМИ осудили заключение Навального, назвав его политически мотивированным.

## История
В 2008 году кипрской фирмой Alortag Management Ltd было учреждено ООО «Главное подписное агентство» (далее ГПА). В том же году между ГПА и «Ив Роше Восток» был заключён договор на оказание транспортных услуг, которые фактически осуществлялись с августа 2008 по май 2011 года на общую сумму 55 млн рублей. ГПА не имело собственной материальной базы для оказания транспортных услуг, поэтому для их оказания наняло стороннюю компанию ООО «АвтоСАГА» и выплатило ей 31 млн рублей. 19 млн рублей ГПА перечислило семейной компании Навальных «Кобяковская фабрика по лозоплетению» по договорам аренды помещений.
14 декабря 2012 года на основании заявления генерального директора ООО «Ив Роше Восток» (российского филиала «Yves Rocher») Бруно Лепру (фр. Bruno Leproux) от 4 декабря в отношении Олега и Алексея Навальных было возбуждено уголовное дело по обвинению в мошенничестве и легализации денежных средств, полученных преступным путём.
По версии следствия, весной 2008 года Олег Навальный, работавший в тот момент руководителем департамента внутренних почтовых отправлений филиала ФГУП «Почта России», убедил представителей ООО «Ив Роше Восток», что ярославское отделение «Почты России» не в состоянии в полном объёме удовлетворить потребность ООО «Ив Роше Восток» в транспортировке посылок и убедил их заключить договор на осуществление транспортных услуг с ГПА по завышенным ценам. Ущерб, нанесённый «Ив Роше Восток», был оценён в 26 млн рублей. Договоры аренды, по которым деньги переводились «Кобяковской фабрике по лозоплетению», следствием были признаны фиктивными. Алексей Навальный, по версии СКР, осуществлял общее руководство этими операциями, оставаясь «в тени».
Дело «Ив Роше» было объединено с аналогичным делом ООО «Межрегиональной процессинговой компании» (далее МПК), также заключившей договор с ГПА, с предполагаемым ущербом в размере 3,8 млн рублей.
29 октября 2013 года Алексею и Олегу Навальным было предъявлено обвинение в совершении хищений путём обмана, денежных средств ООО «Ив Роше Восток» и ООО «Многопрофильная процессинговая компания», а также в легализации денежных средств.

## Суд
В ноябре 2013 года Басманный суд города Москвы наложил арест на имущество братьев Навальных в качестве обеспечительной меры по возможным искам о возмещении ущерба компании «Ив Роше». Дело рассматривала Елена Сергеевна Коробченко — федеральный судья Замоскворецкого суда города Москвы, которая ранее работала мировым судьёй судебного участка № 398. Уполномоченный представитель компании «Ив Роше» Вадим Алексеевич Кодол в ходатайстве следствию в феврале 2013 года отметил, что при работе с компанией братьев Навальных цены в контрактах на перевозку были среднерыночными или ниже (от 4 % до 15 %). Представитель «Ив Роше» Кристиан Мельник сообщил об отсутствии какого-либо ущерба или упущенной выгоды при заключении этих контрактов. В обращении также было указано, что предположение о возможном ущербе возникло у Бруно Лепру только после допросов сотрудников компании в рамках уголовного дела и выемки документов. В ходе дела Бруно Лепру отказался выступать потерпевшим, уволился с должности гендиректора ООО «Ив Роше Восток» и уехал за границу; впоследствии он стал генеральным директором российской фирмы «Иль де Боте», при этом, несмотря на то, что он был ключевым свидетелем, ни разу не был приглашён в суд.
По сведениям РБК, защитник Олега Навального, Кирилл Полозов, пояснил, что даже если потерпевшие подтвердят свою позицию и вновь заявят, что у них нет никаких претензий, суд может, несмотря на их позицию, признать подсудимых виновными.
По сообщениям BBC, Олег и Алексей Навальные, а также их адвокаты Кирилл Полозов, Вадим Кобзев и Ольга Михайлова утверждают, что дело — политическое и даже не сфальсифицировано: в нём просто нет никаких фактов, указывающих на возможное преступление.
По словам адвокатов, следователи и прокуратура просто вставили обороты вроде «имея преступный умысел» в описание обычной, законной предпринимательской деятельности.
Ни один из допрошенных в суде свидетелей, в числе которых бывшие и нынешние работники «Ив Роше Восток», МПК, «Почты России», не подтвердил, что работа с «ГПА» нанесла кому-либо какой-либо ущерб.

## Приговор
19 декабря 2014 года на прениях в Замоскворецком суде прокурор потребовал для братьев Навальных 10 и 8 лет лишения свободы по части 4 статьи 159 и части 2 статьи 174.1 УК РФ.
Оглашение приговора должно было состояться 15 января 2015 года, но было перенесено на 30 декабря 2014 года. По частям 2 и 3 статьи 159.4 (суд изменил квалификацию статьи) и части 2 статьи 174.1 УК РФ Алексей Навальный был приговорён к 3,5 годам лишения свободы (условно, с испытательным сроком в 5 лет), тем самым получил второй условный срок, а его брат Олег — к тому же сроку в колонии общего режима. Кроме того, оба брата приговорены к штрафу 500 тысяч рублей и выплате более 4 млн рублей компании МПК.
Статья 159.4 признана утратившей силу на основании Постановления Конституционного Суда РФ от 11 декабря 2014 г. N 32-П и была исключена Федеральным законом от 03.07.2016 N 325-ФЗ.
Согласно результатам экспертизы «Диссернета», приговор, вынесенный судьёй Коробченко, совпадает с обвинительным заключением следователя Нестерова полностью или частично на 195 страницах из 234.
На приговор была подана апелляция. 17 февраля 2015 года Московский городской суд, оставив в целом приговоры без изменения, отменил штраф Алексею Навальному.

#### Алексей Навальный

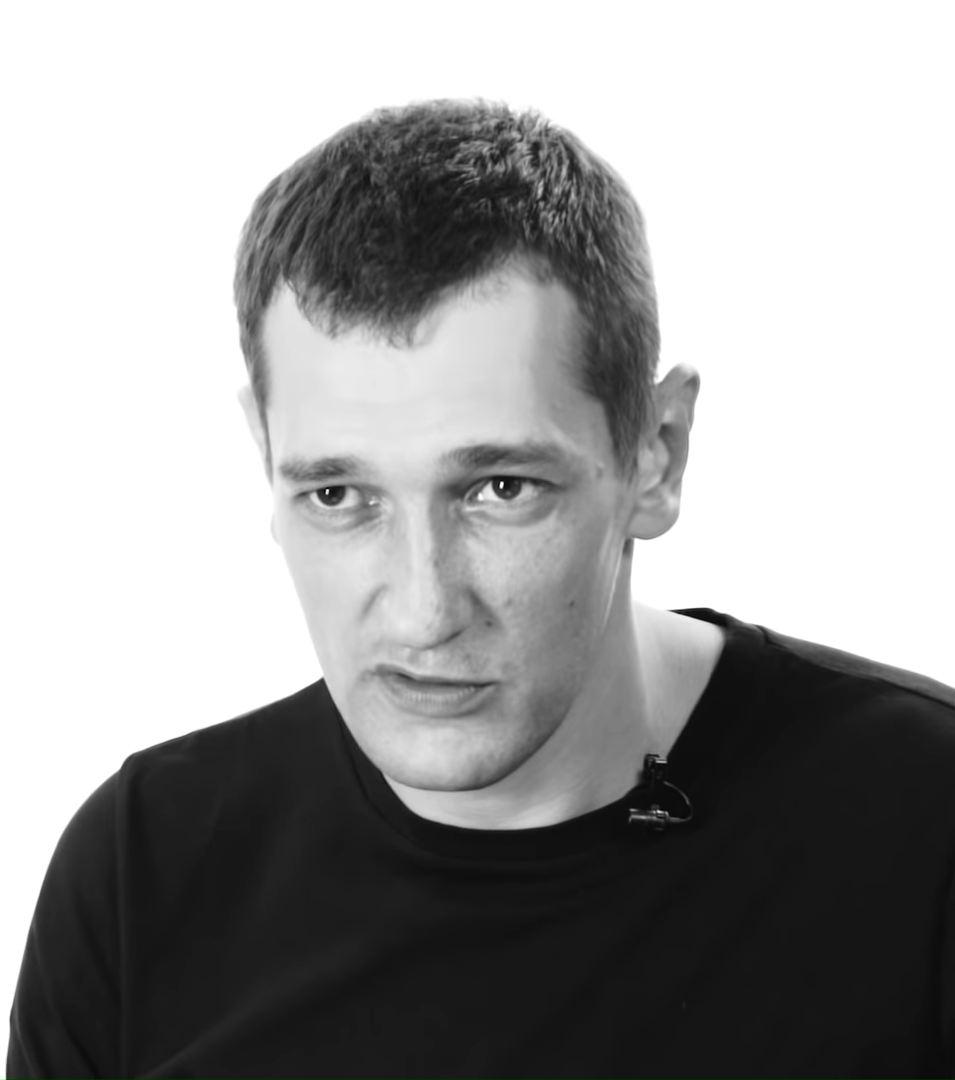
Олег Навальный в спецпроекте «Тюрьма»

### Осуждённые

#### Олег Навальный
Олег Навальный — младший брат Алексея Навального. Родился 9 апреля 1983 года. В 2005 году окончил Финансовую академию при Правительстве РФ. Не позже 2008 года начал работать главой департамента внутренних почтовых отправлений филиала ФГУП «Почта России». С осени 2012 года — первый заместитель генерального директора компании «EMS Почта России» — филиала ФГУП «Почта России», ответственный за автоматизацию процесса сортировки писем и посылок. С 30 мая 2013 года не работает в «Почте России».
30 декабря 2014 года суд приговорил Олега Навального к 3 с половиной годам колонии общего режима, Алексей Навальный получил тот же срок, но условно. Олег Навальный вышел на свободу 29 июня 2018 года, после пребывания в колонии общего режима в Орловской области.
В ноябре 2018 года Урицкий районный суд Орла постановил взыскать с ФСИН 50 тыс. рублей в пользу Олега Навального. В январе 2019 года Орловский областной суд отменил решение суда первой инстанции, посчитав, что истец не представил доказательств того, что за время пребывания в заключении ему был причинён моральный вред.

### Продление испытательного срока
В августе 2017 года Симоновский суд Москвы удовлетворил ходатайство ФСИН о продлении испытательного срока Алексея Навального на 1 год, до 30 декабря 2020 года. Московский городской суд оставил это решение без изменений.

## Акции протеста

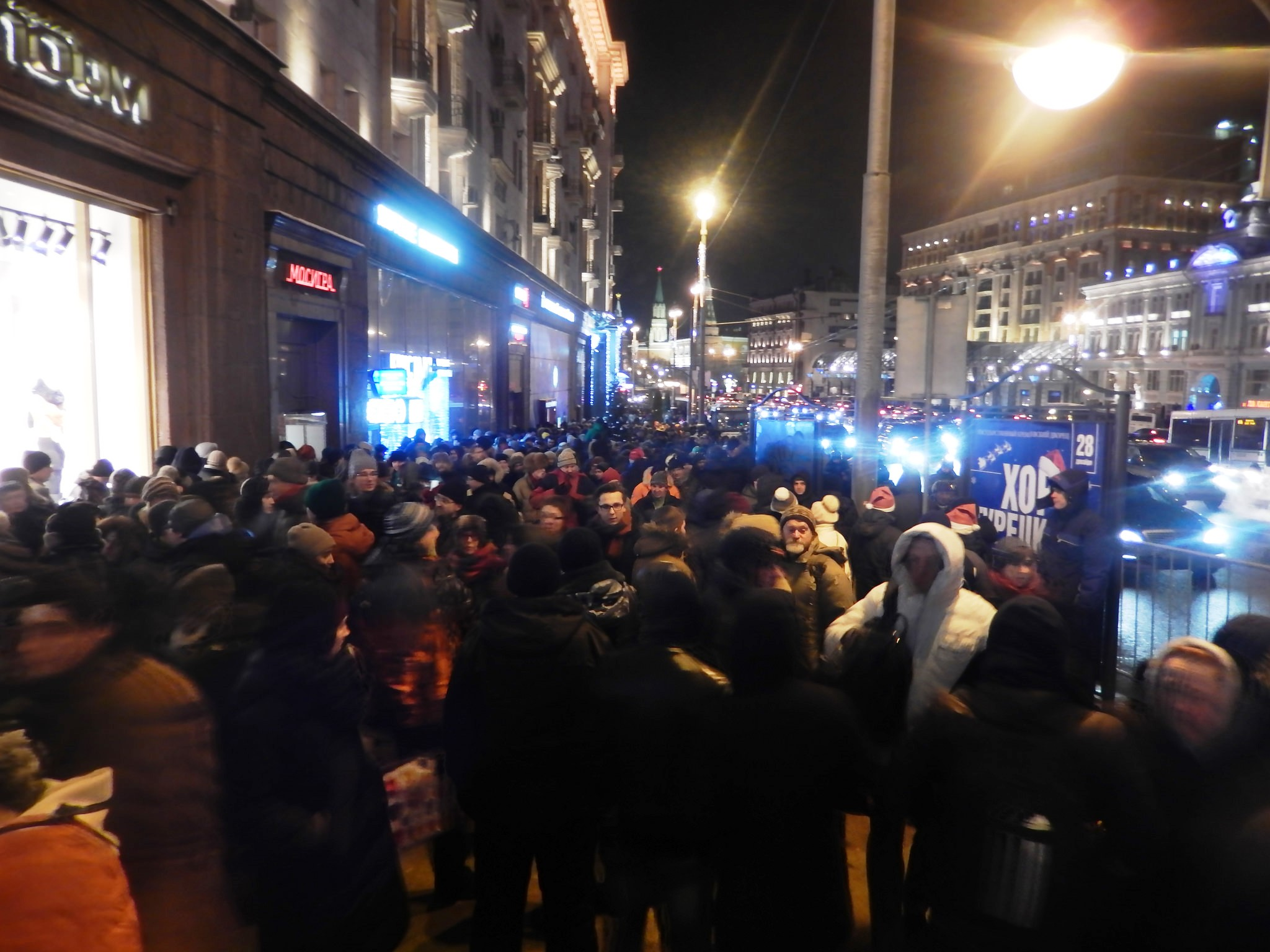
«Народный сход» 30.12.2014 на подходе к Манежной площади в поддержку Алексея и Олега Навальных

В день вынесения приговора, 30 декабря 2014 года, в разных городах России и за рубежом прошли митинги сторонников Навального.
Девизом мероприятия был лозунг: «Жизнь слишком коротка, чтобы смотреть в стол», — фраза из последнего слова Алексея Навального на судебном процессе по делу «Ив Роше» 19 декабря 2014 года.

### Блокировка сообщений о мероприятии в социальных сетях
20 декабря была заблокирована группа в Фейсбуке и аналогичная группа в соцсети ВКонтакте. Вместо страницы о событии российским пользователям выдавалось сообщение: «Данный материал заблокирован на основании требования Генеральной прокуратуры Российской Федерации № 27-27-2014 от 20.12.2014». Позже был добавлен следующий текст: «Блокировка материала не является инициативой Администрации Сайта и осуществляется в целях соблюдения действующего законодательства РФ, в частности, ст. 15.3 ФЗ от 27.07.2006 № 149-ФЗ „Об информации, информационных технологиях и о защите информации“». По сообщению Николая Дурова (бывшего технического директора «ВКонтакте»), Роскомнадзор направил 53 письма с запросами удалить страницы из сети ВКонтакте, на которых упоминается Навальный.
Блокировка группы в Фейсбуке произвела широкий общественный резонанс как в России, так и за рубежом. В частности, в «Вашингтон пост» вышла статья «Facebook блокирует русскую страницу, поддерживающую Навального — самого большого критика Путина», а бывший посол США в России Майкл Макфол назвал решение Роскомнадзора «чудовищным» и сказал, что Facebook должен исправить свою ошибку как можно скорее. В результате эффекта Стрейзанд информация широко распространилась, и в новую группу в Фейсбуке, созданную на следующий день, вступило более 30 тысяч человек. По сообщению телеканала Дождь, Facebook и Twitter приняли решение не блокировать все последующие страницы сторонников Навального, однако Twitter пересылал своим пользователям, публикующим информацию об акции сторонников Навального, уведомления, полученные от Роскомнадзора.

### Перенос митинга
Первоначально митинг («народный сход для обсуждения приговора братьям Навальным по делу Ив Роше») был запланирован на 15 января 2015 года — день, когда должно было состояться оглашение приговора. Однако 29 декабря 2014 года стало известно, что оглашение приговора пройдёт на следующий день в 9 часов утра. В связи с этим «народный сход» был перенесён на 30 декабря. Тем не менее, 15 января 2015 года в нескольких городах России состоялись оппозиционные акции по ранее намеченному плану.

## Обжалование в ЕСПЧ
5 января 2015 года в ЕСПЧ была подана жалоба по поводу нарушений Россией статей 5, 6, 7 и 18 Конвенции по правам человека. 8 марта 2016 года суд коммуницировал жалобу по статьям 6 (справедливое судебное разбирательство) и 7 (наказание исключительно на основании закона). Суд поставил перед правительством РФ ряд вопросов, на которые оно должно ответить.
17 октября 2017 года ЕСПЧ постановил, что дело о мошенничестве против Алексея и Олега Навальных по жалобе компании «Ив Роше» было рассмотрено в России с нарушением права на справедливый суд. Суд пришёл к выводу, что приговор был произвольным и необоснованным (нарушает статьи 6 и 7 Конвенции по правам человека). По решению ЕСПЧ, Россия должна выплатить братьям Навальным 76 тысяч евро. ЕСПЧ отказался рассматривать вопрос о политической мотивации дела. При этом трое судей ЕСПЧ — Дмитрий Дедов, Хэлен Келлер и Георгиос Сергидес — выразили мнение, что необходимо было рассмотреть возможную политическую подоплёку дела.
25 апреля 2018 года Президиум Верховного суда России отказался отменить приговор братьям Навальным по делу «Ив Роше» и постановил возобновить дело для рассмотрения новых обстоятельств.
За 3,5 года тюремного срока Олега Навального 6 раз водворяли в штрафной изолятор, дважды отказывали в условно-досрочном освобождении и один раз — в замене оставшихся месяцев заключения штрафом или обязательными работами. 1,5 года брат оппозиционера провёл в одиночной камере.
В июне 2018 года стало известно, что менее чем за месяц до освобождения Олегу Навальному ужесточили условия содержания в орловской колонии. 29 июня 2018 года Олег Навальный освободился из ИК-5 в Орловской области.
В июле 2018 года Алексей Навальный получил более 4 миллионов рублей от Правительства России в качестве компенсации за дело «Ив Роше».
Осенью 2018 года вышла книга Олега Навального «Три с половиной. С арестантским уважением и братским теплом» по мотивам отбытого заключения в колонии.
9 апреля 2019 года ЕСПЧ признал политическим домашний арест Навального и обязал российские власти выплатить оппозиционеру Алексею Навальному 20 тыс. евро в качестве компенсации морального вреда и 2,6 тыс. евро в качестве компенсации судебных издержек.
17 февраля 2021 ЕСПЧ потребовал от России немедленно освободить из-под стражи политика Алексея Навального. Минюст РФ ответил, что это «заведомо неисполнимо» и отказался исполнить это решение ЕСПЧ.
11 марта комитет министров Совета Европы по итогам сессии по контролю за исполнением наиболее резонансных постановлений ЕСПЧ призвал российские власти незамедлительно освободить Алексея Навального. Следующее рассмотрение этого дела назначено на следующую аналогичную специальную сессию в июне 2021 года.

## Суд против «Yves Rocher»
В июне 2018 года Алексей и Олег Навальные подали во Франции в суд на компанию «Yves Rocher», обвинив её в соучастии фабрикации «дела Ив Роше». Свои обвинения они построили на словах Бруно Лепру о том, что поданное им в 2012 году в Следственный комитет России заявление на Навальных было согласовано с головным офисом компании. По словам Леонида Волкова, подготовка к суду с «Yves Rocher» началась ещё в 2014 году. Волонтёры «Фонда борьбы с коррупцией» и французский адвокат Уильям Бурдон перевели на французский язык материалы «дела Ив Роше» и, начиная с 2016 года, предприняли несколько попыток привлечь к ним внимание прокуратуры Франции. После того, как ЕСПЧ признал приговор произвольным и необоснованным, французская прокуратура открыла на их основании предварительное следствие.
Предварительное заседание по иску братьев Навальных состоялось 30 апреля 2019 года в суде города Ван департамента Морбиан региона Бретань, в котором зарегистрирована компания «Yves Rocher». Прокуратура посчитала, что дело не находится во французской территориальной юрисдикции, но по итогам обсуждения в течение нескольких месяцев ею была признана юридическая компетенция национального суда. После этого состоялись слушания, были проведены проверки и написаны отчёты, «Ив Роше» была заслушана в качестве ассоциированного свидетеля (статус между свидетелем и обвиняемым предполагает, что человека нельзя поместить под судебный надзор, домашний арест с электронным наблюдением или в камеру предварительного заключения). Рассмотрев дело, судья решил, что у него нет достаточных оснований, чтобы осудить «Ив Роше» за клевету. Уильям Бурдон подал апелляцию, в котором просил судью вернуть дело на доследование, рассмотреть его снова и заслушать других свидетелей.
В мае 2021 года апелляционный суд Ренна отклонил жалобу адвокатов Навального, а в октябре 2021 года следственный судья города Ван закрыл дело.

## Задержание и арест в январе 2021 года

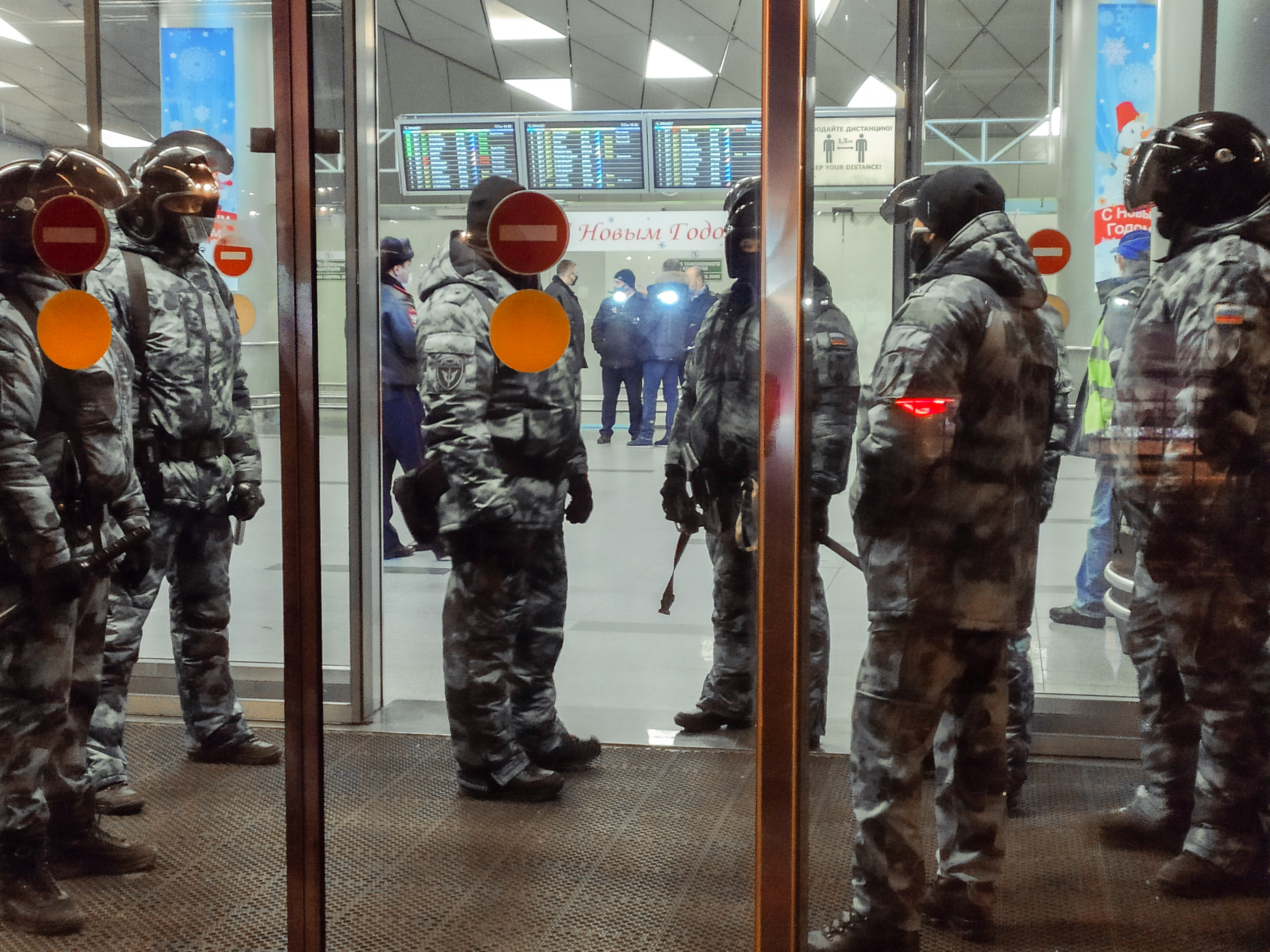
Ожидание Алексея Навального в Аэропорту Внуково.

28 декабря 2020 года ФСИН заявила, что Алексей Навальный, проходивший в тот момент реабилитацию в Германии после отравления, не исполняет возложенные на него судом обязанности и уклоняется от контроля уголовно-исполнительной инспекции. ФСИН потребовала от Навального явиться для регистрации 29 декабря в 9 утра и пригрозила заменой условного срока на реальный. 13 января 2021 года Навальный заявил, что вернётся из Германии в Россию 17 января 2021 года. ФСИН заявила, что предпримет все действия по его задержанию до суда и замене условного срока на реальный. 17 января 2021 года Алексей Навальный прилетел из Германии в Москву. Самолёт должен был прибыть в аэропорт Внуково, но был перенаправлен в Шереметьево. При прохождении паспортного контроля в Шереметьеве Навальный был задержан сотрудниками ФСИН. Арест Навального противоречит решению ЕСПЧ и условный срок по делу «Ив Роше» у Алексея Навального истёк ещё 30 декабря 2020 года.

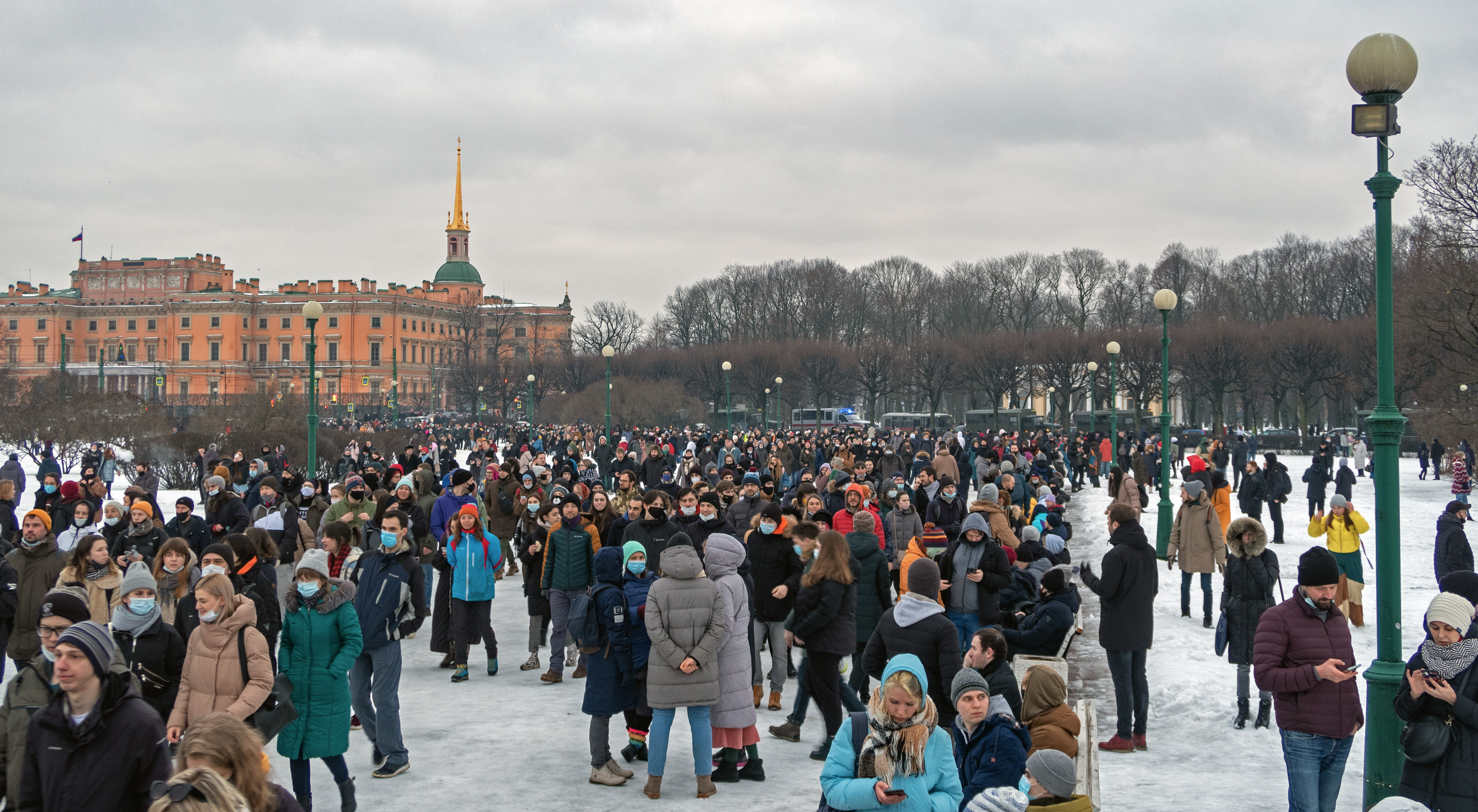
Протестующие в Санкт-Петербурге на Марсовом поле 23 января 2021 года

18 января 2021 года суд, прошедший в отделении полиции, где содержался Навальный, приговорил его к 30 суткам ареста. После этого Навальный был доставлен в СИЗО «Матросская тишина». После этого 23 января прошла первая волна протестов, когда на акции вышли десятки тысяч человек в сотнях городов России и за рубежом.

### Суд 2 февраля 2021 года
2 февраля 2021 судья Симоновского районного суда города Москвы Наталья Репникова на выездном судебном заседании в здании Мосгорсуда удовлетворила ходатайство уголовно-исполнительной инспекции о замене Алексею Навальному условного срока на реальный в 2 года и 8 месяцев с отбыванием в колонии общего режима. У здания суда полиция за время заседания задержала 370 человек. Вечером 2 февраля в Москве и Санкт-Петербурге прошли новые протесты и задержания митингующих.

### Обращение Навального в Совет Европы (2021)
В феврале 2021 года Алексей Навальный обратился в комитет министров Совета Европы с просьбой начать разбирательство в отношении России из-за неисполнения решений ЕСПЧ по его делам.
16 февраля 2021 года в Минюсте сообщили, что Россия не сможет по требованию ЕСПЧ освободить Алексея Навального, назвав применение правила 39 в данном случае «грубым вмешательством в работу судебной системы суверенного государства» со стороны ЕС.
17 февраля 2021 года ЕСПЧ потребовал от российских властей незамедлительно освободить Алексея Навального в соответствии с правилом 39 регламента суда о применении обеспечительных мер.
18 февраля 2021 года представитель Кремля Дмитрий Песков назвал требование ЕСПЧ недопустимой попыткой вмешательства во внутрироссийские судебные дела. Ряд российских государственных лиц — министр юстиции Константин Чуйченко, директор департамента информации и печати МИДа Мария Захарова, лидер парламентской дипломатии Леонид Слуцкий назвали требование ЕСПЧ «заведомо неисполнимым», разрушающим «международно-правовую основу» и «беспрецедентным по своей ангажированности».

### Суд 20 февраля 2021 года
20 февраля 2021 года Мосгорсуд (в здании которого в тот же день в рамках выездного заседания Мирового суда судебного участка № 321 района Южное Медведково рассматривалось дело о клевете в отношении ветерана Артёменко) оставил решение нижестоящего суда в силе. При этом суд зачёл пребывание под домашним арестом с декабря 2014 года по февраль 2015 года, сократив срок пребывания в колонии на 50 дней.

## Квартира прокурора
Прокурор по делу «Ив Роше» и делу о клевете в адрес ветерана Навального Екатерина Фролова могла получить квартиру от московских властей за 19 миллионов рублей. После сообщений в СМИ о том, что прокурору Екатерине Фроловой предоставили госзащиту, данные об имени собственника были изменены.

## Смерть судьи
Через полгода после того, как Навальный оказался в тюрьме, умерла судья Наталья Репникова, заменившая Алексею Навальному условный срок на реальный. Точная причина смерти не известна.

## Отбывание наказания
Алексея Навального после приговора суда доставили в исправительную колонию ИК-2 в Покрове, о пытках и издевательствах в которой рассказывали многие бывшие заключённые.
24 марта 2021 года Леонид Волков сообщил об ухудшении здоровья Алексея Навального: что он испытывает сильные боли в спине и что у него отнимается нога. Соратники оппозиционера потребовали организовать к нему доступ независимого врача. На следующий день, 25 марта, ФСИН заявила, что Навальный 24 марта прошёл медицинское обследование, по результатам которого «его состояние здоровья оценивается как стабильное, удовлетворительное».
25 марта более 150 журналистов и деятелей культуры обратились к главе ФСИН из-за ухудшения здоровья Алексея Навального. В этот же день адвокат оппозиционера Ольга Михайлова сообщила, что Алексей Навальный четвёртую неделю находится в «крайне неблагополучном» состоянии. Позже Навальный заявил о применении к нему в колонии «пытки бессонницей». Жена Алексея Навального Юлия обратилась к Владимиру Путину с требованием освободить её мужа.
26 марта представитель внешнеполитической службы ЕС Набиля Масралли в связи с сообщениями об ухудшении состоянии здоровья Навального призвала к его освобождению. Тогда же, 26 марта, Навальный рассказал о проблемах со спиной. Как предполагает политик, боли в спине у него начались из-за того, что защемило нерв «от постоянного сидения в автозаках и „пеналах“ в скрюченном виде». Из-за проблем со спиной ему «тяжело и очень больно» вставать с кровати, также у него начала терять чувствительность правая нога. Только неделю назад, как рассказал Алексей, тюремный врач его осмотрела и прописала две таблетки ибупрофена, однако диагноза так и не сообщила.
27 марта Amnesty International осудила условия содержания Навального в колонии и снова потребовала его немедленно освободить.
28 марта 2021 года российские врачи опубликовали открытое обращении к Федеральной службе исполнения наказаний и «политическому руководству страны». В нём они предложили также пригласить врачей из клиники Шарите, которые лечили Навального в Германии. Врачи опасаются, что отсутствие медицинской помощи приведёт к тяжёлым последствиям для здоровья Алексея Навального. Врачи высказали мнение, это всё может быть связано с осложнением после отравления, которое могло развиться в заболевание из-за незавершённой реабилитации.
31 марта Навальный объявил голодовку в связи с тем, что к нему не допускают врача. Левая нога Навального тоже стала терять чувствительность из-за проблем с позвоночником.
2 апреля «Альянс врачей» выдвинул ультиматум: если в колонию к политику Алексею Навальному не пустят врача к 5 апреля, то члены «Альянса врачей» «сами приедут к нему» к колонии ИК-2 в Покрове. Глава «Альянса врачей» Анастасия Васильева заявила, что врачи ФСИН назначают Навальному неграмотное лечение.
5 апреля генсек Amnesty International Аньес Калламар призвала Путина пустить к Навальному врача. Она указала на необоснованный арест политика Навального и ухудшение состояния его здоровья, а также заявила, что есть реальная опасность того, что российское государство подвергнет Навального медленной смерти.
6 апреля к колонии ИК-2 прибыли врачи из профсоюза «Альянс врачей» и сторонники Навального с требованиями пустить к нему врачей. В Покрове задержали несколько человек и журналистов возле колонии ИК-2, в которой находится Алексей Навальный.
7 апреля врачи в покровской колонии ИК-2 сообщили Алексею Навальному, что на МРТ у него обнаружили две грыжи. По словам адвоката Навального Ольги Михайловой, у политика начинает теряться чувствительность рук. Фельдшер в колонии настаивает, что Навальный должен принимать диклофенак и никотиновую кислоту, которые не используются «уже лет 30 в медицине». От этих лекарств политик отказывается.

«Он продолжает испытывать боли в спине, в ноге. Плюс ко всему у него утрачивается чувствительность, помимо ног, ещё и руки теперь задействованы. Что касается его состояния здоровья с температурой, позавчера температура была 39, вчера - 38, сегодня - где-то 37-37,2, но она колеблется. При этом он кашляет. Конечно, истощен, потому что продолжает голодовку, пьет только воду. При этом он держится и пытается как-то ободрять нас», — рассказала Михайлова.

13 апреля Юлия Навальная посетила своего мужа Алексея Навального в колонии ИК в Покрове, она сказала, что независимого врача к нему так и не пускают.

«Сегодня ходила на свидание. На лучшее свидание в моей жизни. С самым классным парнем на свете. Пригласил он, правда, меня в комнатку 3×2 метра, и общались мы через стекло и телефонную трубку. Но это не очень важно. Он всё такой же жизнерадостный и веселый. Правда, говорит с трудом и время от времени кладёт трубку и ложится на стол, чтобы передохнуть. Похудел сильно, даже по сравнению с концом сентября, и весит уже 76 кг при росте 190», — рассказала Навальная.

19 апреля было решено перевести Алексея Навального из покровской колонии ИК-2 в стационар областной больницы для осуждённых во Владимире из-за его плохого состояния. Стационар располагается на территории ИК-3 УФСИН России по Владимирской области, которая, в том числе, специализируется на наблюдении за подобными пациентами.
20 апреля Алексея Навального обследовали «гражданские» врачи из Владимирской области. 23 апреля он заявил, что прекращает голодовку. У Навального по результатам проверки нашли две грыжи позвоночника, кисты печени, застой в жёлчном пузыре, изменения в поджелудочной железе и нарушение нервной чувствительности в ногах.
7 мая организация Amnesty International вернула Алексею Навальному статус «узника совести».
В ноябре 2021 года на телеканале «Дождь» вышел документальный фильм «Свидетели Алексея» об условиях нахождения Навального в покровской колонии, содержащий рассказы бывших заключённых о пытках.
20—22 января 2023 года прошла Всемирная акция «Свободу Навальному и всем политзаключённым».
16 февраля 2024 года в возрасте 47 лет Алексей Навальный скончался в колонии ИК-3 в Харпе, в Ямало-Ненецком автономном округе.

## Мнения
Ряд общественных организаций, в частности «Открытая Россия», обвинил компанию «Ив Роше» и лично Бруно Лепру в пособничестве политическим репрессиям и написании ложного доноса на Алексея Навального, в связи с чем ряд частных лиц объявил бойкот продукции компании.
По мнению профессора социологии права Вадима Волкова, «дело братьев Навальных» показало юридическую уязвимость предпринимателей в России и, наряду с другими «заказными политическими делами», снизило уровень доверия к судебной системе России.
Правозащитный центр «Мемориал» заявил, что «Дело Ив Роше» политически мотивированно.
Корреспондент газеты «Таймс» Том Парфит написал, что эти обвинения стали частью клеветнической кампании против Алексея Навального из-за его борьбы с коррупцией.
Русскоязычные учёные из разных стран написали открытое коллективное письмо, в котором потребовали прекратить преследование Алексея Навального и его сторонников, провести честное и открытое расследование по поводу покушения на его жизнь, наказать виновных, а также остановить фактический запрет мирных собраний и митингов, прекратить аресты, уголовные преследования, остановить насилие силовиков на митингах и вообще любое применение силовых методов в отношении мирных людей, высказывающих своё мнение, призвали к диалогу власти и общества.
В январе 2021 года, незадолго до замены Симоновским судом Алексею Навальному условного срока на реальный, компания Ив Роше на своём официальном сайте опубликовала пресс-релиз, в котором заявила о своей аполитичности и нежелании комментировать ситуацию в России.
В пресс-релизах «Ив-Роше» за январь-февраль 2021 года было заявлено, что «подозрения в отношении братьев Навальных в мошенничестве против частных компаний подтверждены тремя судебными решениями» и «Помимо работы ради общественного блага, нашей главной целью было и остаётся благополучие наших клиентов при обеспечении безопасности наших сотрудников, а также защита частных интересов Groupe Rocher» (пресс-релиз от 03.02.2021).
22 марта 2021 года глава Евросовета Шарль Мишель в телефонном разговоре с Владимиром Путиным призвал его освободить Навального.
16 апреля более 70 известных писателей, актёров, художников, историков и общественных деятелей (среди которых 5 лауреатов Нобелевской премии) подписали открытое письмо, направленное в редакцию журнала The Economist, в котором они призвали немедленно предоставить Алексею Навальному медицинскую помощь, в которой он остро нуждается, и на которую имеет полное право.
Организация Amnesty International вернула Алексею Навальному статус «узника совести». Обдумав ситуацию с Навальным, Amnesty International решила изменить сам подход к присвоению самого статуса «узника совести». В качестве первого шага эта организация решила не отказывать людям в этом статусе только на основании каких-то поступков в прошлом.
Главный редактор Новой газеты Дмитрий Муратов в своей нобелевской речи заявил следующее: «Уголовные дела по фальшивым обвинениям часто носят у нас политический характер. Оппозиционного политика Алексея Навального держат в лагере по ложному доносу российского директора крупнейшей парфюмерной компании из Франции. Заявление директор написал, но в суд вызван не был и потерпевшим себя не признал… А Навальный — сидит. Сама парфюмерная компания предпочла отойти в сторону, надеясь, что запах этого дела не повредит аромату её продукции.»

## Петиции
Появился целый ряд петиций с требованием освобождения Алексея Навального. Такие петиции создали «Новая газета», «Amnesty International» (под ней подписались почти 200 тысяч человек), другие авторы.
Марина Литвиненко, жена Александра Литвиненко, создала петицию, в которой предложила дать Алексею Навальному Нобелевскую премию мира.